# Собор Серафима Саровского (Киров)
Собор Серафима Саровского (Серафимовский собор) — православный храм в городе Кирове (Вятке). Относится к Вятской епархии Русской православной церкви.

## История

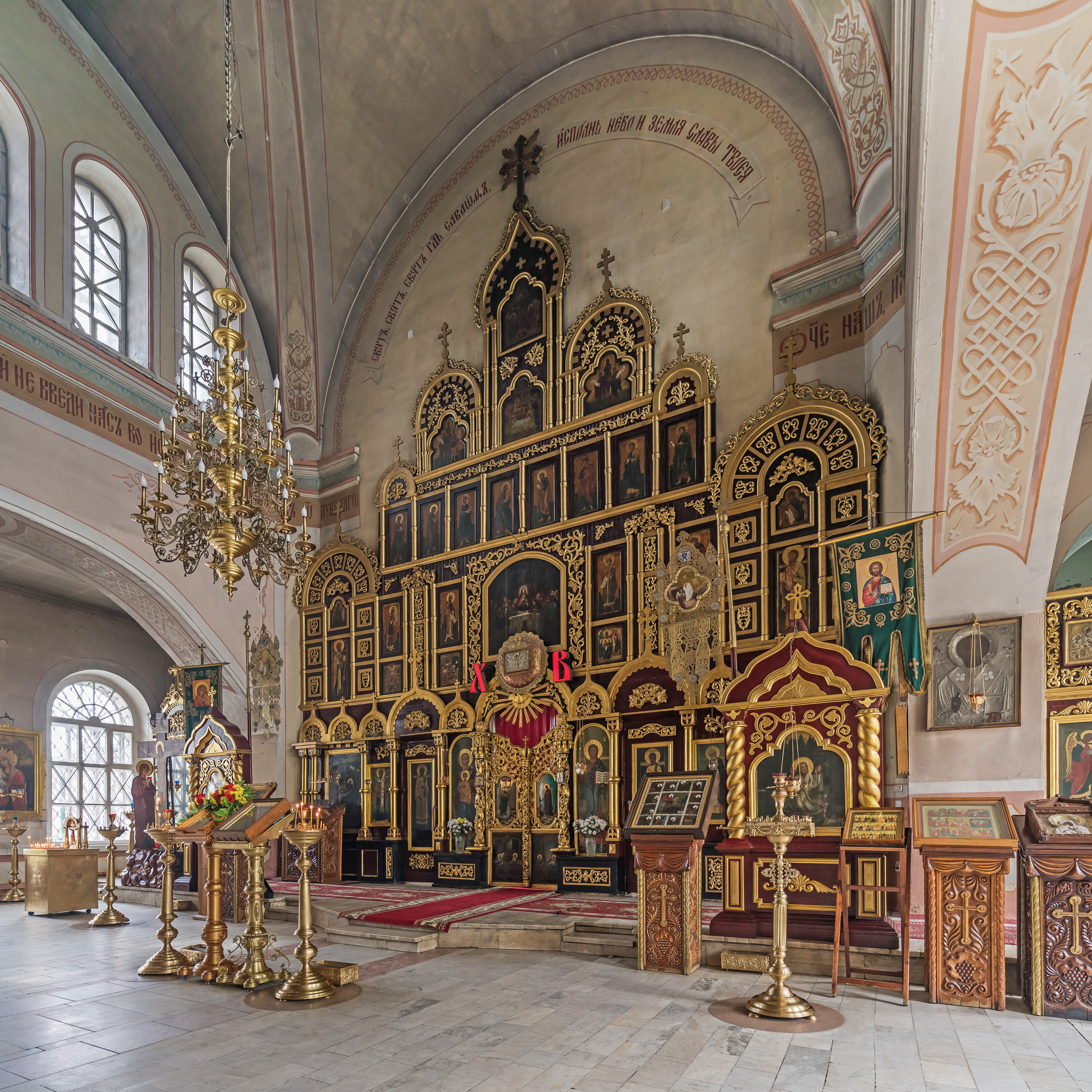
Интерьер церкви

Храм был заложен в 1904 году для единоверческой общины города Вятки. Земля под строительство была пожертвована вятскими купцами К. К. Яруниным и А. Я. Тырышкиным. Архитектурный проект был выполнен И. А. Чарушиным.
5 ноября 1907 года состоялось освящение церкви. Первым её настоятелем в 1908 году был назначен священник Терентий Иовлевич Широких (1866—1918). Старанием его потомков 27 октября 1990 года на стене храма, рядом с местом, где он был похоронен, установлена памятная доска.
В конце 1930-х годов церковь стала последним действующим храмом в городе, причём несколько лет, начиная с 1940 года, не действовала и она — в здании был устроен атеистический музей.
Открыта в 1942 году и в том же году стала  кафедральным собором Кировской епархии (ныне Вятской епархии) Русской православной церкви, сохранив этот статус до начала 1990-х годов. При этом более 25 лет, до 1988 года, она оставалась единственной действующей церковью города. Было время, когда Серафимовская церковь продавала свечей и просфор больше, чем Елоховский собор в Москве. 
В подвальном помещении собора в 1950-х годах освящена нижняя (пещерная) церковь во имя преп. Трифона и блаж. Прокопия Вятских, в которой погребены архиепископы Вениамин (Тихоницкий) и Мстислав (Волонсевич).